# 593
Раннє Середньовіччя. Триває чума Юстиніана. У Східній Римській імперії продовжується правління Маврикія. Лангобарди частково окупували Італію і утворили в ній Лангобардське королівство. Франкське королівство розділене між спадкоємцями Хлотара I. Іберію займає Вестготське королівство. В Англії розпочався період гептархії. Авари та слов'яни утвердилися на Балканах.
Китай об'єднаний під правлінням династії Суй. Індія роздроблена. В Японії триває період Ямато. У Персії править династія Сассанідів. Степову зону Азії та Східної Європи контролює Тюркський каганат, розділений на Східний та Західний.
На території лісостепової України в VI столітті виділяють пеньківську й празьку археологічні культури. VI століття стало початком швидкого розселення слов'ян. У Північному Причорномор'ї співіснують різні кочові племена, зокрема кутригури, утигури, сармати, булгари, алани, авари, тюрки.

## Події
- Візантійський полководець Пріск здобув низку перемог над слов'янами, аварами й гепідами на південь від Дунаю. Далі візантійське військо переправилося через Дунай у Волощину, продовжуючи переможний похід. Але на зиму військо повернулося за Дунай попри веління імператора Маврикія.
- У Франкському королівстві війська Фредегунди завдали поразки силам Хільдеберта II[1].
- У Персії Хосров II переміг узурпатора Ормізда V.
- В Японії принца Сьотоку призначено регентом імператриці Суйко.

## Виноски
1. ↑   Henri Martin, Histoire de France:, Volume 2, Furne, 1865